# Hutabulu
Hutabulu is een bestuurslaag in het regentschap Tapanuli Utara van de provincie Noord-Sumatra, Indonesië. Hutabulu telt 1312 inwoners (volkstelling 2010).